# Abbaye de Marche-les-Dames
L'abbaye de Marche-les-Dames (ou abbaye Notre-Dame du Vivier) est un édifice monastique fondé en 1103 et supprimé en 1796. L'abbaye était située dans la section Marche-les-Dames de la commune de Namur, en Belgique. La communauté de moniales s'est affiliée à l'ordre cistercien un siècle après la fondation de leur couvent.
À la suite de la suppression du monastère, ses bâtiments furent utilisés par différentes œuvres ou associations de l'Église. De 2014 à 2016, l'ancienne abbaye abritait des prêtres de la Fraternité des Saints Apôtres et de futurs prêtres en formation.

## Situation géographique
L’abbaye de Marche-les-Dames se trouve dans la section Marche-les-Dames de la ville de Namur, en Belgique, à une dizaine de kilomètres en aval du Chef-lieu de la Province de Namur, sur la rive droite de la Gelbressée, ruisseau qui se jette directement dans la Meuse à une distance d'un kilomètre en aval de l'abbaye. À vol d'oiseau, Marche-les-Dames est située à 7 km à l'est de Namur.

## Origine légendaire
Une chronique sérieuse mais non authentifiée fait remonter l'origine de l'abbaye à un groupe de dames, épouses de chevaliers partis en croisade en 1095 à la suite de Godefroy de Bouillon. Sur le conseil du comte de Namur, ces dames se rassemblent dans une simple chapelle de Marche-sur-Meuse qu'elles font rapidement reconstruire en une église plus adéquate.
Durant deux ans, ces dames y prient pour le retour victorieux de leurs maris. À la fin de la croisade, en 1099, celles dont le mari n'est pas revenu s'installent à demeure à Marche — qui devient Marche-les-Dames — et y fondent la première communauté monastique. La fondation est richement dotée par les chevaliers de Godefroid, remerciant ainsi la Vierge Marie pour leur retour victorieux au foyer.
L'église du monastère est consacrée en 1103, date qui marque la fondation officielle de l'abbaye. Puisque, durant des travaux de fondations, on découvre une statue de la Vierge Marie dans une pièce d'eau, le monastère est consacré à Notre-Dame du Vivier. À la suppression du monastère, en 1796, cette statue est conservée à Namur jusqu'en 1880, année où elle revient au monastère.

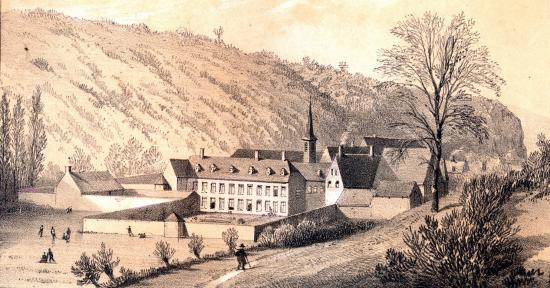
L'abbaye à la fin du XVIIIe siècle

## Historique

### DuXIIeauXIVesiècle
On ne sait pas grand chose sur le développement de la communauté primitive. Les premiers documents que l'on possède datent du XIIIe siècle. Le passage de saint Bernard dans la région en 1146, lors de la prédication de la deuxième croisade, a sans doute encouragé les moniales à adopter la règle cistercienne.
En 1236, le monastère fait partie de l'ordre cistercien, et la première abbesse cistercienne s'appelle Ivette. Ensuite, quelques rares personnalités émergent dans l'histoire de l'abbaye :
- une abbesse Marie en 1273 ;
- 1291 : abbesse de Helwy ;
- 1330 : abbesse Clarisse de Bawegny ;
- 1340 : abbesse Marie de la Malaise ;
- 1392 : abbesse Ponche de Modave ;
- 1402 : abbesse Marguerite de Boen.

### XVesiècle
À la suite d'une période de décadence et de grande précarité, l'abbaye revient à une discipline religieuse plus stricte, grâce à l'abbesse Marie de Bervier (†1447) et de son groupe. Marche-les-Dames acquiert alors une réputation de ferveur et de réforme. L'abbaye essaime et soutient le renouveau, entre autres, à l'abbaye de Soleilmont, près de Fleurus.
Marie II de Tournai meurt en 1460.
Marie III de Herstal (1460-1486) modernise l'abbaye en y installant un système de circulation des eaux. En 1480, elle obtient la protection solennelle de l'archiduc Maximilien d'Autriche et de Marie de Bourgogne, par l'acte du 14 août 1480.
Marie IV de Hustin (1486-1504) dirige l'abbaye durant une période trouble faite de conflits entre les ducs de Bourgogne et la principauté de Liège. L'abbaye n’échappe pas aux conséquences de la guerre.

### XVIeetXVIIesiècles
L'histoire de l'abbaye se confond avec les actions de ses abbesses successives :
- Catherine de Hodeige (1504-1531) ;
- Jacqueline de Houtain (1531-1565) dont la pierre tombale est conservée ;
- Marie V de Dave (1565-1579) ;
- Jeanne Baduelle (1579-1602) a de l'influence auprès de la cour d’Espagne et obtient de Philippe II une importante exemption de taxes qui devaient être payées sur des fermes (Tillier, Namêche, Wartet) dont elles n'obtiennent plus de revenus car saccagées par des troupes de passages. Cela a peut-être sauvé l'abbaye de l'insolvabilité. La remarquable pierre tombale de Jeanne Baduelle est préservée dans le cloître de l'abbaye ;
- Clémence de Castro (1602-1635), d’origine liégeoise (et peut-être plus anciennement espagnole), fait beaucoup pour le développement de la vallée. Les nouvelles techniques de forge à battre le fer et moulins à eau amènent la prospérité. Sur une vasque en pierre datée 1620, près du vivier, une inscription lui rend hommage : « Clémence, mère et dame de ce noble couvent, a rendu nouvelle vie à ce ruisseau d’argent » ;
- Anne de Jamblinne (1635-1658) ;
- Christine de Hinnisdael (1658-1682) ;
- Catherine Woot de Trixhe (1682-1706) dirige l'abbaye durant la difficile fin de siècle. Le siège de Namur en 1692 est particulièrement dévastateur pour toute la région des alentours. Les vivres se font rares. Charles II d'Espagne répond généreusement aux suppliques des moniales qui sont au bord de la disette.

### XVIIIesiècle
De la même façon :

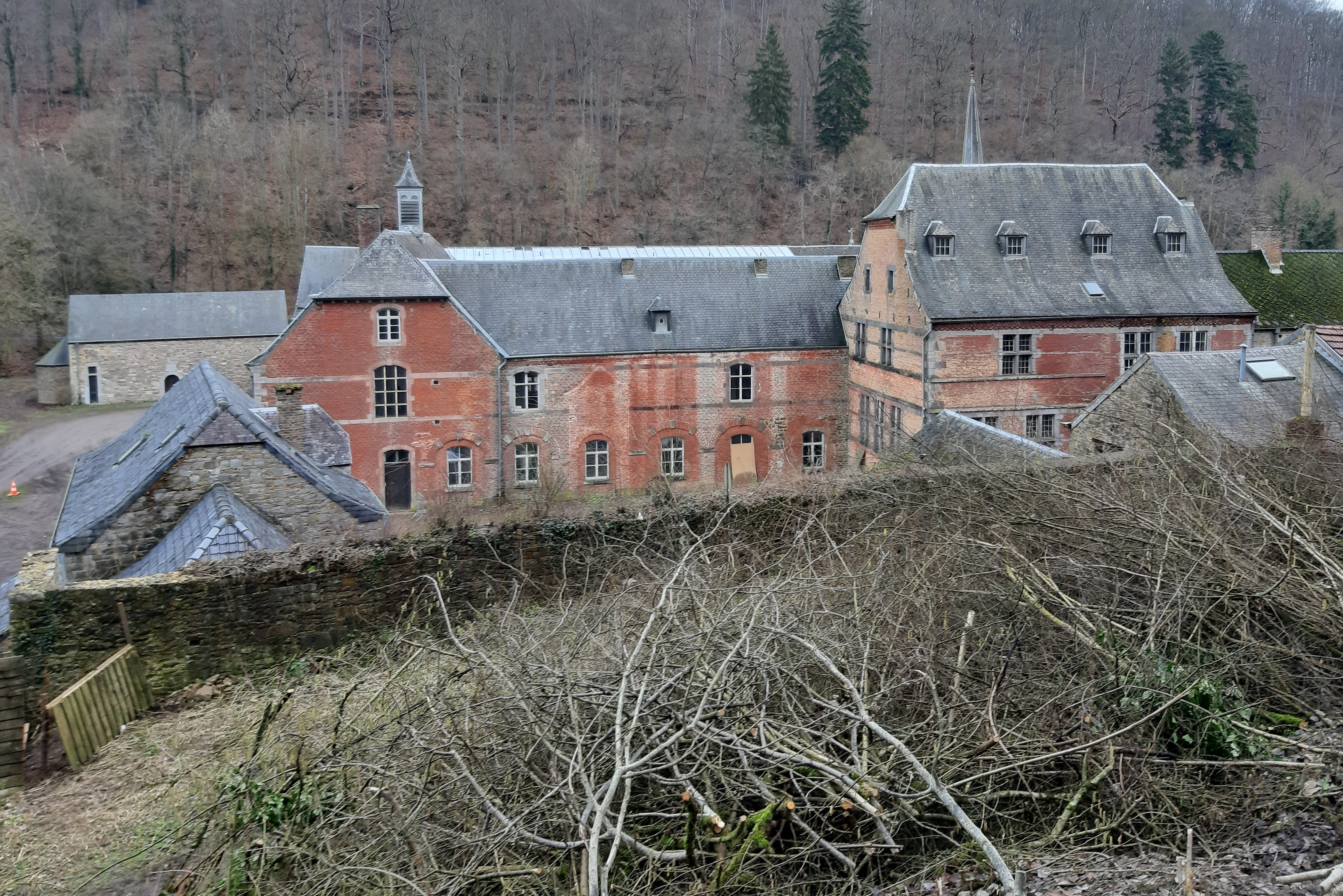
Abbaye Notre-Dame du Vivier (Marche-les-Dames); aile ouest et ancienne hôtellerie à droite

- Le long abbatiat de Marguerite de Bulley (1706-1722) est une période de renaissance. Le monastère est restauré et embelli. L'église est rénovée et enrichie de magnifiques ornements, chandeliers et vases sacrés ;
- Constance de Bulley (1722-1743) succède par élection à sa sœur ;
- Louise de Fumal (1743-1769) continue la restauration, comme en témoigne l'épitaphe de sa pierre tombale qui est conservée et peut se voir dans le cloître. En 1750, de nouvelles stalles sont installées dans le chœur de l'église ;
- Dame Marie-Joseph de Boron (1769-1809) est la dernière abbesse de Marche-les-Dames. Ses armes sont encore visibles près de la porte d'entrée. Le bassin d'eau que l'on voit devant l'entrée des bâtiments porte son nom et la date de 1772.

### Suppression de l'abbaye et expulsion des religieuses
En 1783, le régime autrichien supprime l’abbaye. Les ordres contemplatifs étant considérés comme inutiles à la société, les moniales partent en exil en Westphalie, à Essen, où elles fondent un couvent. Elles rentrent cependant à Marche-les-Dames après la période autrichienne, mais la tentative de restauration du monastère est vaine.
En 1796, en application du décret du 1er septembre, les moniales sont expulsées par les révolutionnaires et leurs biens sont confisqués. L'abbaye est vendue comme bien national.
Des amis rachètent l'abbaye pour permettre aux religieuses d'y revenir. Les quelques survivantes s'éteignent l'une après l'autre. La dernière, sœur Scholastique Baudhuin, meurt en 1856, à l’âge de 87 ans.
En 2018, les frères Bouvier rachètent l’abbaye de Marche-les-Dames et initient de grandes restaurations des bâtiments avoisinants.

## Différents occupants successifs
Les bâtiments passent au diocèse de Namur qui en gère les occupations successives :
- après le décès de la dernière moniale cistercienne les sœurs de Saint Vincent de Paul occupent, pendant quelques années, les locaux de l’ancienne abbaye ;
- en 1875, les ursulines de Cologne leur succèdent. Elles arrivent d’Allemagne chassées par le Kulturkampf, et ouvrent à Marche-les-Dames un pensionnat pour jeunes filles. Les religieuses allemandes rentrent dans leur pays au début de la Première Guerre mondiale (1914) ;
- des carmélites françaises (non-cloîtrées) les remplacent, en 1919[1], en y ouvrant une institution pour jeunes filles orphelines de guerre. Une formation professionnelle est donnée à partir de 1924. Les activités d’enseignement cessent en 1965, et l’ancienne abbaye devient une maison de repos et d’accueil pour dames convalescentes. En 1969, l’abbaye et son site sont classés ;
- de 1972 à 1980, l'IATA de Namur (Institut d’enseignement des arts, techniques et de l’artisanat) y a son internat ;
- en 1981, des moniales de la Famille monastique de Bethléem, de l'Assomption de la Vierge et de saint Bruno s'y installent. Elles quittent les lieux pour se rendre à Opgrimbie en 2000 ;
- en 2000, l’abbaye devient une des Maisons Notre-Dame faisant partie un mouvement d’apostolat laïc fondé au Canada, mais de caractère international. L’endroit devient un centre d’écoute et une maison d’accueil. Cela ne dure pas, cependant. En 2008, le diocèse de Namur était de nouveau à la recherche de locataires qui pourraient donner une nouvelle vie à cette ancienne et belle abbaye ;
- en septembre 2014, la Fraternité des Saints Apôtres y pose ses valises. Fondée par Michel-Marie Zanotti-Sorkine, curé à Marseille, et André Léonard, archevêque de Malines-Bruxelles, elle regroupe des prêtres et futurs prêtres en formation. Elle est dissoute le 15 juillet 2016 par Jozef De Kesel[2].

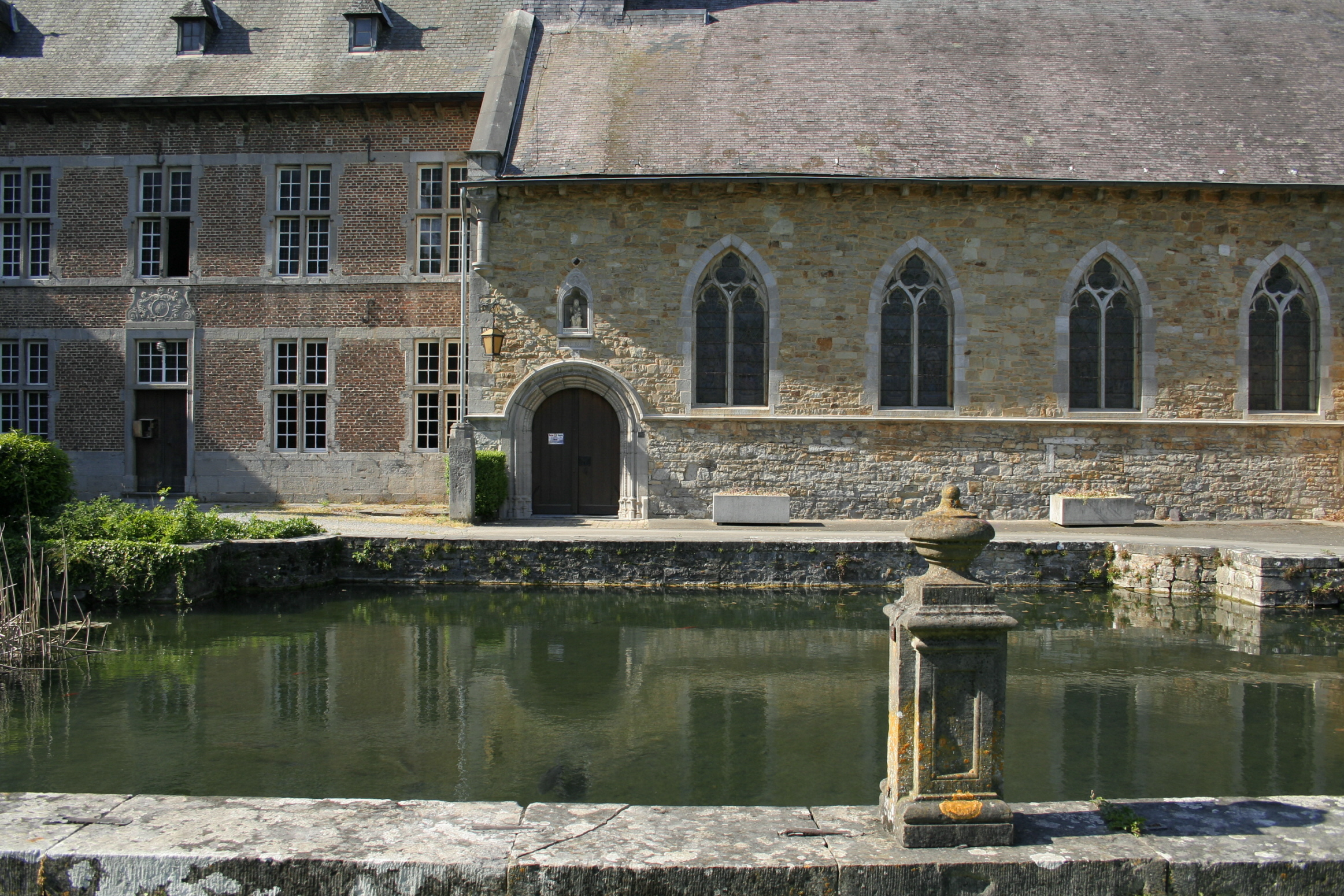
Entrée du quartier de l'abbesse à gauche et de l'église à droite

## Patrimoine architectural et culturel
- Le chœur de l'abbatiale date du XIIe siècle, église agrandie au XIVe siècle. On y trouve une antique Vierge romane du XIIIe siècle et une « Vierge à l'Enfant » du XVIIe siècle, ainsi qu'une série intéressante de pierres tombales d'abbesses[1],[3].
- Au moment de l'installation des Ursulines de Cologne, les bâtiments du XVIIIe siècle subirent d'importantes restaurations : c'est un bel ensemble de constructions mosanes de proportions modestes mais très harmonieux[1].
- Un miroir d'eau égaye le jardin monastique, entretenu, au milieu du XXe siècle, par des Carmélites « mitigées »[3].
- Une ferme située à proximité, appelée encore « des Dames », appartenait à l'abbaye. Cette ferme est d'architecture assez curieuse, avec tourelle en poivrière et chapelle[3].
- Un jésueau[note 3] en argent partiellement doré, repoussé, ciselé et gravé, mesurant 12,5 × 11,5 × 8 cm et provenant de l'abbaye est conservé à Namur au musée des Arts anciens du Namurois[4].

## Plan
L'ensemble monastique comprend :
- L'église (plan : 1)

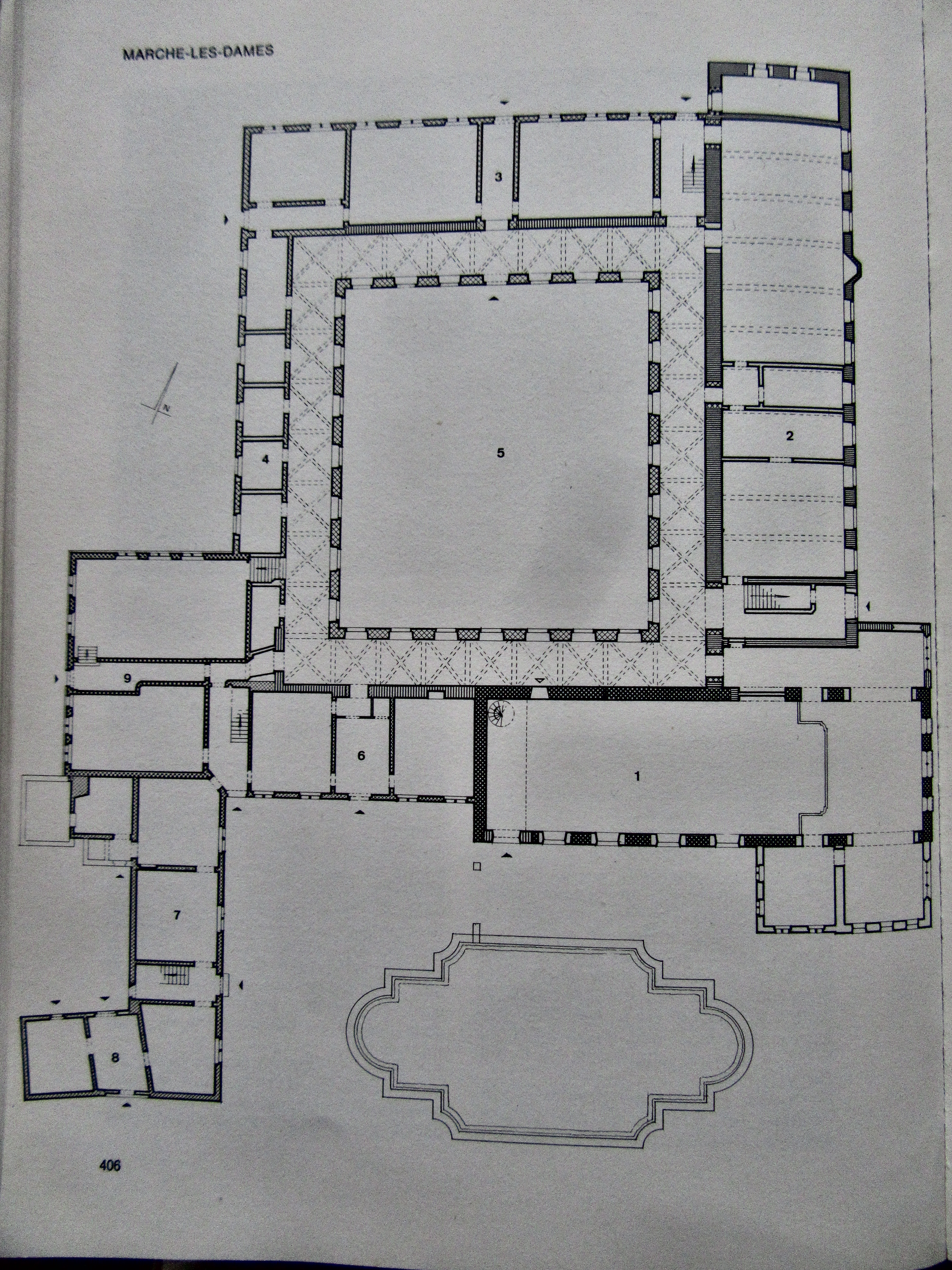
Plan de l'abbaye de Marche-les-Dames

L'église est un édifice du XIIIe siècle en grande partie reconstruit par l'architecte Lange en 1904. L'entrée au sud est faite d'un grand portail en plein cintre du XVIe siècle à la mouluration Renaissance sur une base encore gothique. Le haut mur de la façade sud date de 1904 et est doté de quatre fenêtres en tiers-points aux remplages trilobés. Les pignons sud et est sont tous deux éclairés par trois lancettes néo-gothiques surmontées d'une petite baie au sommet.
- L'aile E. (plan : 2)

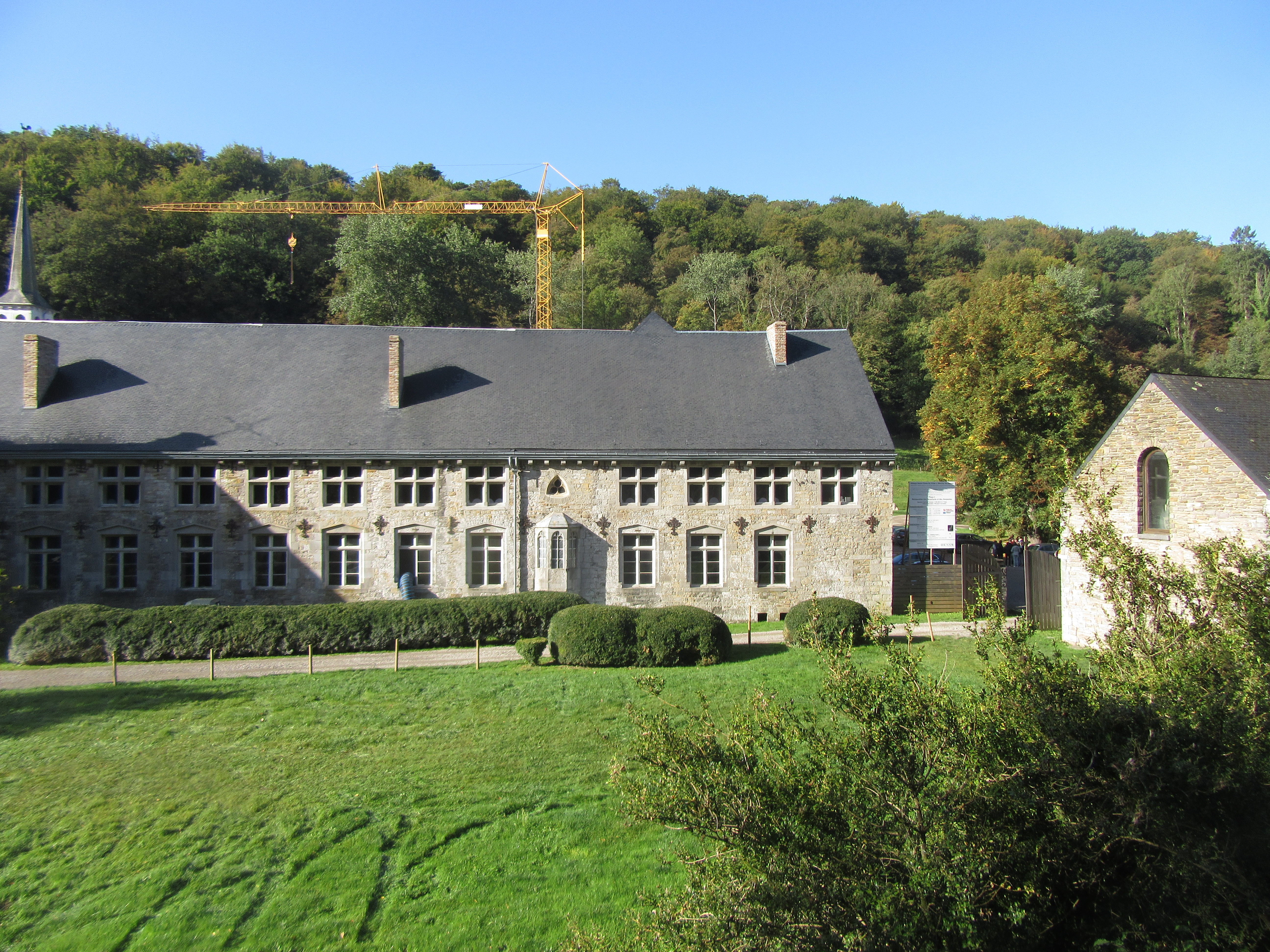
Vue du réfectoire depuis la route vers la Meuse/aile E

La longue aile, perpendiculaire à l'église, du côté E. abrite l'escalier du dortoir, le chapitre, le réfectoire d'hiver, ainsi que le dortoir à l'étage. Dix fenêtres, dont bon nombre surmontées de linteaux à piédroits, ont été refaites en 1875. Une saillie à trois pans abrite la chaire de lecture du réfectoire. À l'étage se suivent une dizaine de petites fenêtres à croisée éclairant le dortoir des dames.
- L'aile N (plan : 3)

Aile contenant l'escalier du dortoir, une salle de travail, un passage au centre. Éclairage par des fenêtres à croisée reliées par des cordons. Chaînages harpés et corniches de pierre.
- L'aile O. (plan : 4)

Bâtiment de liaison entre l'aile des converses et l'hötellerie. Fenêtres à clé sur montants harpés à l'étage. Cordons au niveau des seuils et linteaux.
- Le Cloître (plan : 5)

Quatre façades classiques entourant un jardin intérieur reconstruites en 1762 comme indiqué sur le blason de l'abbesse de Fumal : 
« M.D.F.A. /1762 » scellé au-dessus de la porte de l'aile nord. Sur chaque façade sept travées de fenêtres bombées à clé, avec cordons reliant seuils et linteaux. Le long des quatre murs nombreuses dalles funéraires dressées du XVe siècle au XVIIIe siècle.
- L'aile sud et quartier de l'abbesse (plan : 6)

Le quartier de l'abbesse, appuyé sur le pignon de l'église, s'ouvre sur une cour d'honneur agrémentée d'une pièce d'eau.
Il est édifié en 1724 comme l'atteste la date au-dessus de la porte d'entrée gravée avec la devise de l'abbesse Constance de Buley : 
« 17. DIEU POUR OBJET . 24 ». Les deux niveaux sont éclairés par six travées de fenêtres à croisée. Des cordons horizontaux relient les seuils et les linteaux. La dernière fenêtre de l'étage est à six jours.
À l'intérieur un escalier Louis XIV mène à l'étage et à un salon décoré de stucs Moretti (1780).
Le bassin de la cour a été « formé durant le reigne de Dame /Joseph de Boron /Abbesse l'an 1772 » comme le signale une dalle gravée.
- Hôtellerie (plan : 7)

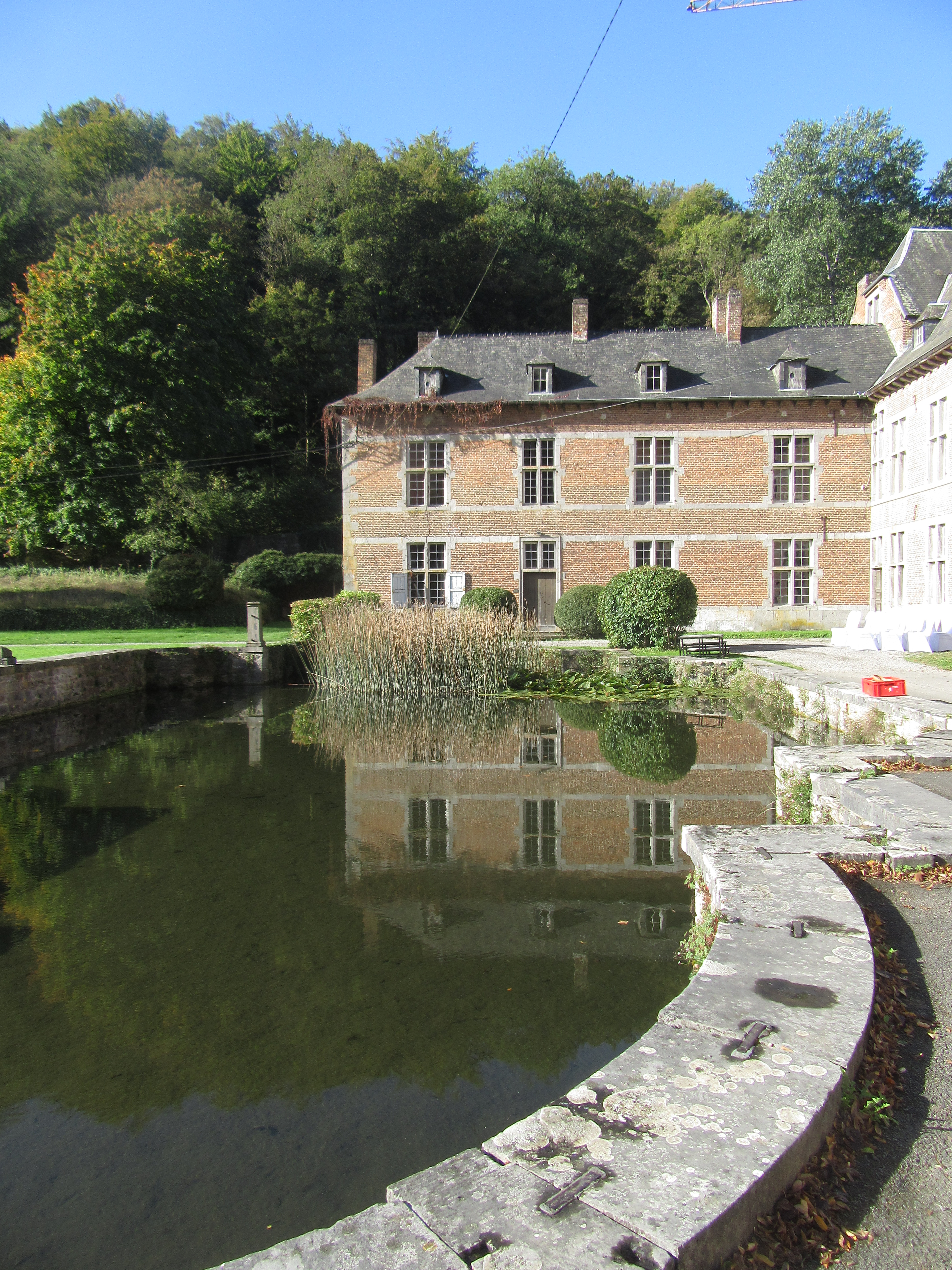
L'hôtellerie datée de 1726 à l'abbaye Notre-Dame-du-Vivier

Perpendiculairement au quartier de l'abbesse se trouve l'hôtellerie datée de 1726. Sa façade est percée de quatre travées semblables et d'une porte.
- Porterie intérieure (8)

Les bâtiments se terminent au sud par une petite aile en retour dotée d'un passage à portail.
- Ancienne hôtellerie (plan : 9)

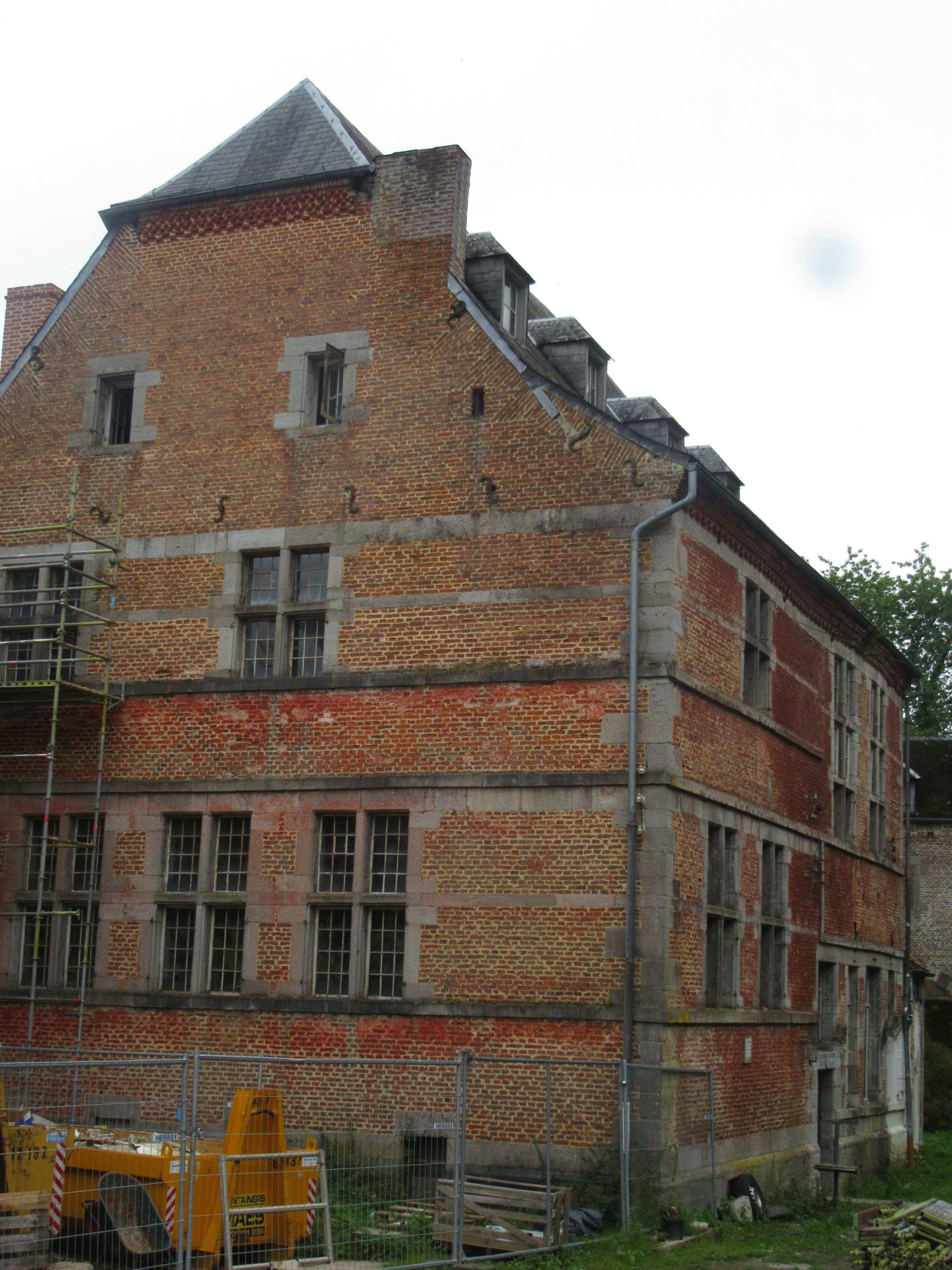
Ancienne hôtellerie de l'abbaye de Notre-Dame à Marche-les-Dames

À l'ouest du cloître l'ancienne hôtellerie se présente comme une haute bâtisse traditionnelle aux façades de style renaissance mosane sur soubassements chanfreiné en calcaire. Elle date du début des années 1600. Le pignon nord de la façade et la façade ouest sont divisés en registres par des cordons saillants. Entre ceux-ci des fenêtres à croisée éclairent les intérieurs. Elles sont reliées par des cordons horizontaux plus étroits. Sur la façade ouest certains cordons sont décalés pour laisser place à des fenêtres de même type mais à six jours. Les versants du toit sont adoucis par des coyaux,.
- Porterie extérieure

Porterie extérieure 

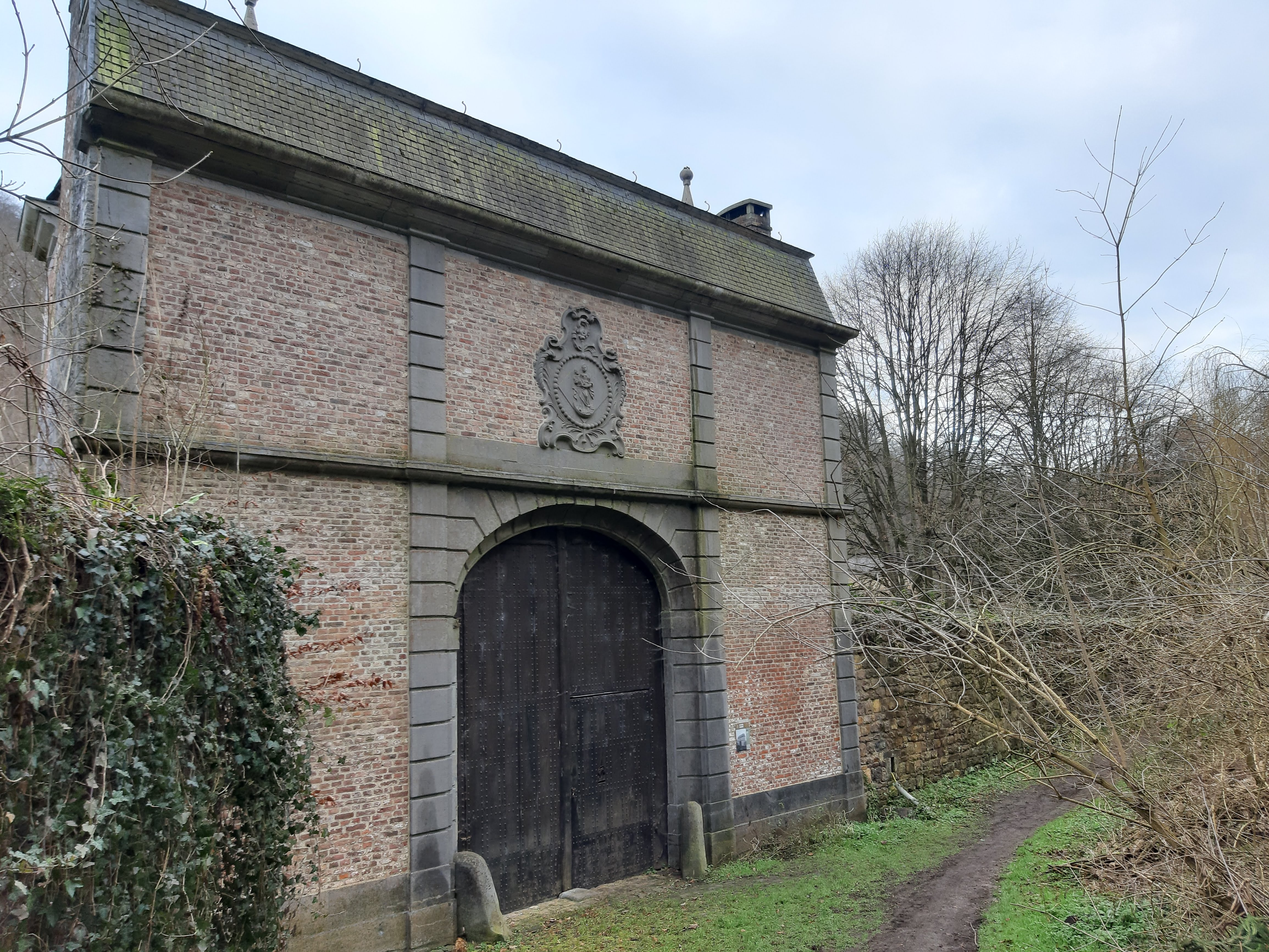
Porterie extérieure de l'Abbaye Notre-Dame du Vivier (Marche-les-Dames) 01

Au sud-ouest s'ouvre sur une voirie ancienne un grand porche relié à la muraille qui ceint une partie de l'abbaye. C'est un bâtiment en brique et pierre bleu daté de 1744. L'encadrement de la façade extérieure est soulignée par des refends. Au centre au-dessus de la porte, une dalle de style Louis XV aux armes de l'abbesse Marie-Josèphe de Boron est ornée d'une Vierge à l'Enfant. Les vantaux de la porte sont cloutés.
- Jardins

Les jardins sont cantonnés à l'est par deux pavillons d'angles édifiés en 1781 par la même abbesse Marie-Josèphe de Boron. Ils sont reliés par une terrasse avec un grand escalier descendant dans le verger. Ce sont des constructions d'allure Louis XVI en brique et pierre bleue sur base de moellons.
Le ruisseau qui arrose le jardin est le Gelbressée. Il se jette dans la Meuse à quelques centaines de mètres en aval. Il a été voûté en 1778 comme l'indique la dalle posée au-dessus de l'accès à l'eau en calcaire et briques maçonné au milieu des pelouses.

## Films tournés à l'abbaye de Marche-les-Dames
- 2009 : Sœur Sourire de Stijn Coninx.
- 2012 : La Marque des anges de Sylvain White.
- 2015 : Ennemi public, série télévisée de Matthieu Frances et Gary Seghers (pour les extérieurs. Les scènes intérieurs furent tournées à l'abbaye du Val-Dieu à Aubel).
- 2018: Les Rivières Pourpres, série télévisée créée par Jean-Christophe Grangé avec Olivier Marchal et Erika Sainte